# Паповић (презиме)
Паповић је српско презиме у Казанцима, племе Голија, Стара Херцеговина. Воде поријекло са Чева.

## Познате личности
- Осман-паша Казанац Паповић